# Wilhelm Kieser (Politiker, 1811)
Wilhelm Kieser (* 3. Juni 1811 in Langewiesen; † 3. November 1895 in Sondershausen) war ein Gymnasiallehrer und Politiker im Fürstentum Schwarzburg-Sondershausen.

## Leben
Als Sohn eines Kaufmanns geboren, studierte Kieser nach dem Besuch der Gymnasien in Rudolstadt und Arnstadt evangelische Theologie, Altphilologie und Philosophie in Jena, Berlin und Leipzig. In Jena war er Mitglied der Jenaischen Burschenschaft/Germania. Er wurde als Demagoge verfolgt. 1833 wurde er in Leipzig zum Dr. phil. promoviert. 1834 wurde er Kollaborator am Gymnasium in Arnstadt, 1836 Oberlehrer am Lyceum, 1841 Professor und 1852 Direktor am Gymnasium in Sondershausen. Ende 1858 wurde er Schulrat, 1866 Vortragender Rat im Ministerium in Sondershausen. 1889 ging er in den Ruhestand.
1852 war er an der Gründung des Fürstlichen Altertumsvereins in Sondershausen beteiligt; er war Mitglied bis zu seinem Tod.
Mit einer Unterbrechung von 10 Jahren war er 1848 bis 1891 Mitglied des Landtags des Fürstentums Schwarzburg-Sondershausen (Konservative). 1880 bis 1889 war er dort Vizepräsident, 1884 Alterspräsident.
Kieser schloss im Dezember 1836 die Ehe mit Rosalie Höland (* etwa 1816, † 19. Februar 1876), Tochter des Fürstlichen Forstrats Johann Friedrich Höland in Langewiesen, ältere Schwester von Ali und Carl Höland. Das Ehepaar hatte mehrere Kinder; der Sohn Victor Hugo (* 20. April 1840 in Sondershausen, † 1. April 1923 in Goslar) war von 1883 bis 1899 Pfarrer in Ebeleben.

## Ehrungen
Kieser erhielt das Schwarzburgische Ehrenkreuz III. Klasse (1862), II. Klasse (1871) und I. Klasse (1889).
Zum 50-jährigen Dienstjubiläum am 1. Oktober 1884 wurde er zum Geheimen Schulrat und zum Ehrenbürger von Sondershausen ernannt.
Zu seinem hundertsten Geburtstag stifteten 170 ehemalige Schüler ein in Marmor gearbeitetes Porträt, das im Sondershäuser Gymnasium an einer Seitenwand der Aula angebracht wurde.

## Veröffentlichungen
- Meditationes de Aeschylo. Dissertation Universität Leipzig 1833, 1837.
- Psychologisch aesthetische und grammatische Bemerkungen über Göthe’s Iphigenie. In: Jahresbericht über die sämmtlichen Schulen der Residenzstadt Sondershausen […]. Sondershausen [1843], S. 3–25.
- Ueber den ersten Act der Iphigenie von Göthe. In: Zu der öffentlichen Prüfung des Fürstlich Schwarzburgischen Gymnasiums zu Sondershausen […]. Sondershausen 1856, S. 3–31.
- Ueber Göthes Tasso. In: Zu der öffentlichen Prüfung des Fürstlich Schwarzburgischen Gymnasiums zu Sondershausen […]. Sondershausen 1868, S. 3–27.
- Nekrolog über den Archivrath Prof. Dr. Irmisch, in Programm des Fürstlich Schwarzburgischen Gymnasiums zu Sondershausen. Programm Nr. 606. Sondershausen 1880. S. 4–13. (PDF)
Nachdruck mit veränderter Einleitung und ohne Publikationsverzeichnis unter dem Titel Archivrath Irmisch in Der Deutsche. Zeitung für Thüringen und den Harz 1880 Nr. 74, 75 und 76. Nachdruck auch in Beiträge zur Schwarzburgischen Heimathskunde. Von Th. Irmisch. [Hrsg. von Gustav Wilhelm Hallensleben.] Zweiter Band. Sondershausen 1906. S. 414–427.

## Nachweise
1. ↑  Ostern 1830 bis Herbst 1832 (Namen-Verzeichniß der Studirenden No. 12, Jena 1832, Nr. 243).
2. ↑  Arnstädtisches Regierungs- und Intelligenz-Blatt vom 6. September 1834, S. 161.
3. ↑  Fürstlich Schwarzb. Regierungs- und Intelligenz-Blatt vom 27. März und 3. April 1836, S. 103 und 111.
4. ↑  Fürstlich Schwarzb. Regierungs- und Intelligenz-Blatt vom 14. August 1852, S. 284.
5. ↑  Fürstlich Schwarzb. Regierungs- und Intelligenz-Blatt vom 25. Dezember 1858, S. 569f.
6. ↑  Der Deutsche. Sondershäuser Zeitung vom 29. März 1866, S. 303.
7. 1 2  Regierungs- und Nachrichtsblatt für das Fürstenthum Schwarzburg-Sondershausen vom 29. Juli 1889, S. 309.
8. ↑  Fürstlich Schwarzb. Regierungs- und Intelligenz-Blatt vom 4. Juni 1853, S. 239f.
9. ↑  Todesanzeige und Standesamtsangabe in Regierungs- und Nachrichtsblatt für das Fürstenthum Schwarzburg-Sondershausen vom 22. Februar und 2. März 1876, S. 92 und 107.
10. ↑  Heiratsangabe in Fürstlich Schwarzb. Regierungs- und Intelligenz-Blatt vom 29. Januar 1837, S. 44.
11. ↑  Thüringer Pfarrerbuch. Band 2: Fürstentum Schwarzburg-Sondershausen. 1997. ISBN 3768641481, S. 221.
12. ↑  Der Deutsche. Sondershäuser Zeitung 1862 Nr. 94 und 1871 Nr. 112.
13. ↑  Regierungs- und Nachrichtsblatt für das Fürstenthum Schwarzburg-Sondershausen vom 2. Oktober 1884, S. 474.
14. ↑  Das Relief trägt die Inschrift „non omnis moriar“ („ich werde nicht ganz sterben“) aus der 30. Ode des III. Buchs von Horaz.
Die Ansprachen bei der Übergabe des Reliefs sind dokumentiert in der Schrift Kieser-Feier Sondershausen 25. September 1911. [Sondershausen 1911], IV+20 Seiten. Kurzbericht in Der Deutsche 1911 Nr. 226.

| Personendaten    | Personendaten                 |
| ---------------- | ----------------------------- |
| NAME             | Kieser, Wilhelm               |
| KURZBESCHREIBUNG | Gymnasiallehrer und Politiker |
| GEBURTSDATUM     | 3. Juni 1811                  |
| GEBURTSORT       | Langewiesen                   |
| STERBEDATUM      | 3. November 1895              |
| STERBEORT        | Sondershausen                 |